# Camillo Laurenti

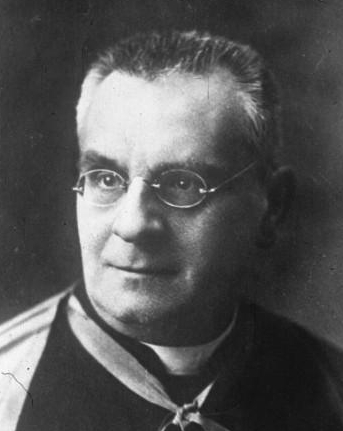
Camillo Kardinal Laurenti (1922)

Kardinalswappen

Camillo Kardinal Laurenti (* 20. November 1861 in Monte Porzio Catone, Provinz Rom, Italien; † 6. September 1938 in Rom) war ein italienischer Geistlicher und Kurienkardinal der römisch-katholischen Kirche.

## Leben
Camillo Laurenti studierte an der Päpstlichen Universität Gregoriana das Fach Katholische Theologie, er war Seminarist am Almo Collegio Capranica  und empfing am 7. Juni 1884 das Sakrament der Priesterweihe. Bis 1908 wirkte er als Dozent am Päpstlichen Athenaeum „De Propaganda Fide“ und als Mitarbeiter der Kongregation Propaganda Fide.
Im Jahre 1908 wurde er Untersekretär, im Jahre 1911 dann Sekretär derselben Kongregation. Ab 1911 arbeitete Camillo Laurenti als Berater des Heiligen Offiziums, dessen Konsultor er am 4. März 1912 wurde. Ab 1917 übte er dasselbe Amt in der Kongregation für die orientalischen Kirchen aus.
Im Konsistorium vom 13. Juni 1921 nahm ihn Papst Benedikt XV. als Kardinaldiakon mit der Titeldiakonie Santa Maria della Scala in das Kardinalskollegium auf. Papst Pius XI. ernannte ihn 1922 zum Präfekten der Religiosenkongregation und 1928 zum Pro-Präfekten der Ritenkongregation. Im gleichen Jahr wurde er Kardinalprotodiakon, ein Amt, das er bis 1935 innehatte. Am 6. September desselben Jahres wurde er in die Klasse der Kardinalpriester aufgenommen, seine Titeldiakonie wurde pro illa vice zur Titelkirche erhoben. Camillo Kardinal Laurenti starb am 6. September 1938 in Rom und wurde auf dem Friedhof Campo Verano beigesetzt.